# Ypsilon Ursae Majoris
Ypsilon Ursae Majoris (υ Ursae Majoris, förkortat Ypsilon Uma, υ UMa) som är stjärnans Bayer-beteckning, är en dubbelstjärna i den mellersta delen av stjärnbilden Stora Björnen. Den har en genomsnittlig skenbar magnitud på +3,79 och är synlig för blotta ögat där ljusföroreningar ej förekommer. Baserat på parallaxmätningar i Hipparcos-uppdraget på 28,1 mas beräknas den befinna sig på ca 116 ljusårs (36 parsek) avstånd från solen.

## Nomenklatur
Ypsilon Ursae Majoris utgjorde tillsammans med Tau UMa, 23 UMa, Fi UMa, Theta UMa, 18 UMa och 15 UMa, den arabiska asterismen Sarīr Banāt al-Na'sh, "Nazshons döttrar" och Al- Haud, ”Dammen”. Enligt stjärnkatalogen i The Technical Memorandum 33-507 - A Reduced Star Catalog Containing 537 Named Stars, var Al-H aud namn på sju stjärnor: f som Alhaud I, τ som Alhaud II, e som Alhaud III, h som Alhaud IV, θ som Alhaud V, denna stjärna (υ) som Alhaud VI och φ som Alhaud VII.

## Egenskaper
Primärstjärnan Ypsilon Ursae Majoris A är en gul till vit underjättestjärna av spektralklass F2 IV. Den har en massa som är ca 1,6 – 2,2 gånger solens massa, en radie som är ca 2,8 gånger större än solens och utsänder ca 30 gånger mera energi än solen från dess fotosfär vid en effektiv temperatur på ca 7 200 K.
Ypsilon Ursae Majoris är en pulserande variabel av Delta Scuti-typ (DSCT). Stjärnan varierar mellan skenbar magnitud +3,68 och 3,86 med en period av 0,1327 dygn (3,18 timmar). Den är en dubbelstjärna där primärstjärnan är variabel. Följeslagaren Ypsilon Ursae Majoris B, är av magnitud +11,0 och var 2008 separerad med 11,78 bågsekunder från primärstjärnan vid en positionsvinkel på 295,4°, vilket motsvarar en projicerad separation på 419,8 AE. Den har en massa som är omkring 40 procent av solens.